# Жданов, Александр Андреевич
Алекса́ндр Андре́евич Жда́нов (род. 29 августа 1939, Харьков) — председатель Наблюдательного совета ЧАО «ФЭД». Герой Украины (2004). Бывший депутат Харьковского городского совета.

## Образование
- 1956—1957 — курсант, военная школа начального обучения лётчиков ВВС.
- 1957—1960 — курсант, Чугуевское военное авиационное училище лётчиков ВВС.
- Закончил Харьковский политехнический институт (1968), специальность «Технология машиностроения, металлорежущие станки и инструменты».
- Защитил кандидатскую диссертацию «Термоимпульсные технологии очищения поверхностей деталей агрегатов авиационных двигателей» (Национальный аэрокосмический университет имени Н. Е. Жуковского, 2003).
- Профессор, заведующий кафедры агрегатостроения Национального аэрокосмического университета (ХАИ).
- Действительный член инженерной академии Украины.

## Работа
- 1960—1976 — слесарь-регулировщик, инженер, начальник бюро исследования рекламационных изделий завода «ФЭД».
- 1976—1979 — начальник КБ отдела надежности, Харьковский машиностроительный завод им. Ф. Э. Дзержинского.
- 1979—1986 — заместитель главного инженера, 1986—1987 — главный инженер, 1987—1993 — генеральный директор Харьковского Производственного объединения «ФЭД».
- С сентября 1993 по 2014 — директор ГП "ХМЗ "ФЭД", президент научно-производственной корпорации «ФЭД».
- С 2014 года председатель Наблюдательного Совета ПАО "ФЭД", затем ЧАО "ФЭД".

В 2006 году был кандидатом в народные депутаты Украины от Партии регионов, № 285 в списке, член Партии регионов.
Был депутатом Харьковского городского совета от Партии регионов.

## Награды и отличия
- Герой Украины (с вручением ордена Государства, 19 августа 2004 — за выдающиеся личные заслуги перед Украинским государством в развитии отечественного машиностроения, самоотверженный многолетний труд).
- Орден «За заслуги» ІІІ степени (август 1999), ІІ степени (ноябрь 2002).
- Заслуженный машиностроитель Украины (1997).
- Почётная грамота Кабинета Министров Украины (август 1999).
- Почётный гражданин Харькова[1].
- Почетный авиастроитель Украины

## Семья
- Отец — Андрей Васильевич (1908—1992);
- мать — Агафья Яковлевна (1914—1988);
- жена — Алла Григорьевна (р. 1939);
- дети — сын Игорь (р. 1962), дочь Наталья (р. 1963).